# Bovinní respirační syncytiální virus
Bovinní respirační syncytiální virus (BRSV), angl. Bovine Respiratory Syncytial Virus) je nejčastější původce respiračního onemocnění skotu (BRD – Bovine Respirátory Disease).
Poprvé byl detekován v Japonsku, Belgii a Švýcarsku v roce 1967.
Řadí se mezi pneumoviry do skupiny Paramyxoviridae. Je to skupina RNA virů.
Příbuzné jsou  mu respirační virus humánní (HRSV), ovčí (ORSV) a kozí (CRSV). 

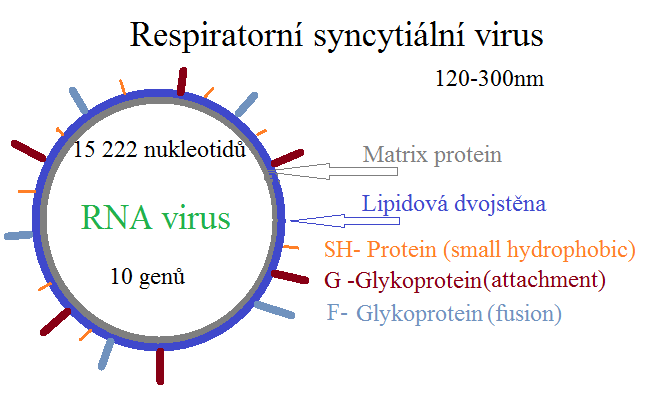
Respirační syncytiální virus

Název vznikl z typického průběhu nemoci. Vir má cytopatický efekt, napadne buňky epitelu respiračního traktu, dojde k fúzi sousedních buněk, z mnoha buněk se vytvoří jedna velká s více jádry (syncytiu)).

## Rozšíření BRSV
Za posledních 25 let patří celosvětově mezi nejčastější viry způsobující respirační onemocnění u telat a mladého skotu. Předpokládá se, že až 70% telat přijde do styku s BRSV. Virus napadá v první řadě epitel dýchacího aparátu od nosní sliznice až po řasinkový epitel dolních cest dýchacích. Otevírá bránu bakteriálním infekcím. Dospělý dobytek je rezervoárem viru, u něj probíhá nemoc skrytě.
Neexistuje žádný stát ani region na světě, který by byl ozdraven od všech virových původců BRD. Drtivá většina moderních chovatelů svá stáda očkuje proti BRD jedinou polyvalentní vakcínou. Boj proti BRD splývá v jediné s bojem proti BRSV.

## Klinické příznaky
Nejčastěji se nakazí telata brzy po porodu. Inkubační doba je 7 dní. První klinické příznaky jsou serózní výtok z nosu, pokašlávání, zrychlené dýchání, teplota 40 °C a více.
Pokud by nedošlo k bakteriální infekci, zvířata by se spontánně vyléčila do jednoho týdne. Akutní průběh je pro BRSV typický.
V terénních podmínkách dochází k bakteriální infekci (Mannheimia haemolytica, Pasteurella multocida, Haemophilus somnus == Histophilus somni, Mycoplasma). Serózní výtok z nosu se změní na hnisavý, rozvine se akutní zápal plic. Pokud není akutní zápal plic doléčen, následuje úhyn zvířete nebo přechod do chronického stádia. To se projevuje suchým kašlem, povrchovým a zrychleným dýcháním (tele dýchá jen na část plic), komplikacemi spočívajícími v infekci ledvin, kloubů, septikémii (bakterie kolují v krvi).
Není důležité, zda je tele primárně infikováno virem IBR, BRSV, BVD, PI3 nebo adenoviry, následný průběh nemoci je stejný.
Zvíře si po prodělané nemoci může odnést následky na celý život (záněty ledvin, kloubů, trvalé postižení plic, zaostávání ve vývoji).
Jako stájová infekce se projevují ve všech kontinuálních provozech.
Sezónní výskyt je častější v zimních měsících.

## Prevence
Již od osmdesátých let minulého století se komerčně vyrábějí levné a účinné vakcíny proti BRD.
Zajišťují kvalitní imunitu proti čtyřem hlavním virovým původcům (IBR, BRSV, BVD, PI3). Následně se do těchto polyvalentních vakcíny přidaly antigeny na adenoviry a Pasterelózu. Jsou považovány za standardní vakcinaci ve vyspělých státech. Proočkovanost se blíží 100%.
Základní vakcinační schéma je vakcinace ve 3. a 4.měsíci stáří plus každoroční vakcinace celého stáda. Existují vakcíny, které lze podat intra nasálně (kapky do nosu) první týden po narození telat. Používají se, jen pokud nemají telata dostatek kolostrálních protilátek (tele s prvním napitím mleziva získává i protilátky od matky).

## Léčení
Zápaly plic se léčí antibiotiky společně s NSAIDs. Nejefektnější je podávat antibiotika injekčně v jednorázové aplikaci. Jedinou injekční dávkou se zajistí účinná hladina po celou léčbu.
Preventivní podávání antibiotik po přesunu mladého dobytka v mléce. Tato forma je často užívaná, ale málo účinná. Nemocná telata pijí málo či vůbec, akutní pneumonie přechází do chronické formy s trvalým postižením kloubů, ledvin, plic. Pokud se k ní chovatel musí uchýlit, pak má vážný zdravotní problém. Vyřešit ho musí změnou systému chovu.
Vzdušný odchov skotu minimalizuje rizika přenosu infekce mezi telaty a zamezuje přenosu infekce od dospělého dobytka. Pokud je dělán správně, pak žádné preventivní podávání antibiotik není zapotřebí.
Státy jako ČR, který ozdravuje od IBR, nemůže používat základní vakcinaci proti BRD. Osvědčené vakcíny proti 4 a více virům používané farmáři po celém světě se v ČR používat nesmí.
Existují vakcíny proti BRSV, které se používat v ČR mohou a měly by.

## Tři základní kroky
1. Vzdušný odchov skotu (telata v budkách, mladý dobytek v ohradách odděleně od krav)
2. Vakcinace polyvalentními vakcínami (3 a více dávek během prvního roku života)
3. Léčení depotními antibiotiky (LA==Long Acting) - jediná injekce na jeden léčebný cyklus